# منتخب سيشل لكرة القدم
منتخب سيشل لكرة القدم ملقب بالقراصنة وهو المنتخب الوطني في سيشل ويديره اتحاد سيشل لكرة القدم. عضو في الاتحاد الأفريقي لكرة القدم ويلعب مبارياته الدولية على ملعب لينيتي الذي يتسع لجلوس عشر آلاف متفرج ويقع في محافظة روش كايمان.

## وصلات خارجية
- قائمة بيانات المنتخب من الموقع الرسمي للفيفا باللغة العربية